# Trichophaga scandinaviella
Trichophaga scandinaviella is een vlinder uit de familie echte motten (Tineidae). De wetenschappelijke naam is voor het eerst geldig gepubliceerd in 1960 door Zagulajev.
De soort komt voor in Europa.